# Japão nos Jogos Olímpicos de Verão de 1912
O Japão competiu nos Jogos Olímpicos de Verão pela primeira vez nos Jogos Olímpicos de Verão de 1912, em Estocolmo, Suécia.

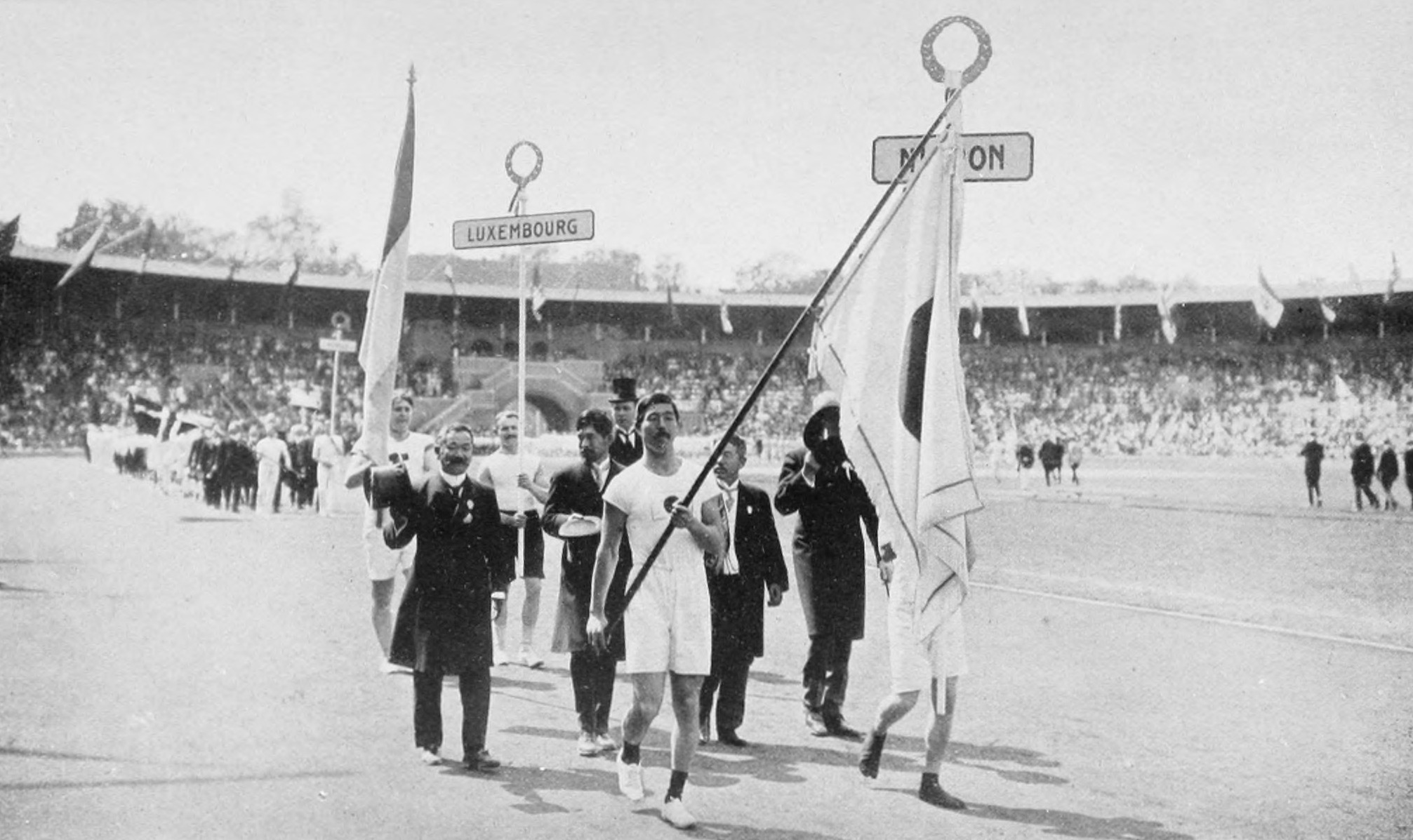
A delegação do Japão na Cerimônia de Abertura.

## Atletismo
Dois atletas representaram o Japão em sua estreia olímpica. Mishima avançou às semifinais em um dos três eventos, mas não começou a corrida semifinal. Kanakuri abandonou a maratona devido à eliminatória; como ele não havia notificado os oficiais antes de voltar ao Japão, as autoridades suecas o consideraram desaparecido por 50 anos antes de descobrirem que ele vivia no Japão sem saber de seu status na Suécia. Finalmente notificado, Kanakuri terminou a maratona mais de 54 anos após ter começado, com um escore não oficial medido nos mesmos décimos de segundo dos outros atletas da maratona de 1912.
As posições são dadas de acordo com as eliminatórias de cada evento.
| Atleta         | Eventos              | Eliminatória | Eliminatória | Semifinal   | Semifinal   | Final                                    | Final                                    |
| Atleta         | Eventos              | Resultado    | Posição      | Resultado   | Posição     | Resultado                                | Posição                                  |
| -------------- | -------------------- | ------------ | ------------ | ----------- | ----------- | ---------------------------------------- | ---------------------------------------- |
| Yahiko Mishima | 100 metros masculino | ?            | 5            | Não avançou | Não avançou | Não avançou                              | Não avançou                              |
| Yahiko Mishima | 200 metros masculino | ?            | 5            | Não avançou | Não avançou | Não avançou                              | Não avançou                              |
| Yahiko Mishima | 400 metros masculino | 55.5         | 2 Q          | Não começou | Não começou | Não avançou                              | Não avançou                              |
| Shizo Kanakuri | Maratona masculina   | N/A          | N/A          | N/A         | N/A         | Não terminou (54 a, 8 m, 6 d, 8:32:20.3) | Não terminou (54 a, 8 m, 6 d, 8:32:20.3) |